# Сетимо (Верона)
Сетимо је насеље у Италији у округу Верона, региону Венето.
Према процени из 2011. у насељу је живело 1660 становника. Насеље се налази на надморској висини од 83 м.